# 光延真鈴
光延 真鈴（みつのぶ まりん、1993年9月17日 - ）は、日本の女優、声優。東京都出身。81プロデュース所属。

## 略歴
桐朋女子高等学校、昭和音楽大学ミュージカルコース卒業（6期生）。
2018年9月1日付で81プロデュースに所属。

## 人物
趣味・特技は時代劇、舞台、映画鑑賞、歌、家事、着付け、新体操。

## 出演

### テレビアニメ
- IDOLY PRIDE（2021年、女子学生A、女性記者）
- ワールドダイスター（2023年、観客E）

### ゲーム
- アークザラッド R（2019年、ヘルミーナ[5]）

### 吹き替え

#### アニメ
- ライオン・ガード（ルンバ・ルンバ）

### CM
- カルビー フルグラ

### 舞台
- 痛快時代劇ミュージカル「バクマツ。」（おすず）
- しんゆりシアターミュージカル特別公演2014「モダンガールズ」（ナツ）
- Desired Light〜希望の光〜（ハニー）
- 昭和音楽大学ミュージカル公演2016「シェアルーム!?ともと暮らせば〜みんなの2LDK〜」（渚）
- しんゆりシアター「夏の夜の夢」（豆の花）
- 横山由和芸能活動40周年記念コンサート「終わり、そしてはじまり…」（ゲスト出演）
- ミュージカル「Woman〜源氏物語より〜」（夕顔、玉鬘）
- 落天ミュージカル「故意に落ちたら」（たらちね、新妻、清女 他）
- KizuNa＋α 過去4作品（ダンサー、役者として出演）